# Liste der Biografien/Wilp
Liste der Biografien |
Portal Biografien |
Personensuche
# |
A |
B |
C |
D |
E |
F |
G |
H |
I |
J |
K |
L |
M |
N |
O |
P |
Q |
R |
S |
T |
U |
V |
W |
X |
Y |
Z |
?
 
Wa |
Wc |
Wd |
We |
Wh |
Wi |
Wj |
Wl |
Wn |
Wo |
Wr |
Ws |
Wt |
Wu |
Ww |
Wy |
Wz
 
Wia |
Wib |
Wic |
Wid |
Wie |
Wif |
Wig |
Wih |
Wii |
Wij |
Wik |
Wil |
Wim |
Win |
Wio |
Wip |
Wir |
Wis |
Wit |
Wiv |
Wiw |
Wix |
Wiz
 
Wila |
Wilb |
Wilc |
Wild |
Wile |
Wilf |
Wilg |
Wilh |
Wili |
Wilj |
Wilk |
Will |
Wilm |
Wiln |
Wilo |
Wilp |
Wilr |
Wils |
Wilt |
Wilu |
Wilw |
Wily |
Wilz
Die Liste der Biografien führt alle Personen auf, die in der deutschsprachigen Wikipedia einen Artikel haben. Dieses ist eine Teilliste mit 22 Einträgen von Personen, deren Namen mit den Buchstaben „Wilp“ beginnt.

## Wilp
- Wilp, Charles Paul (1932–2005), deutscher Künstler und Fotograf
- Wilp, Christian (* 1964), deutscher Fernsehjournalist und Korrespondent
- Wilp, Josef (* 1938), deutscher Politiker (CDU), MdL

### Wilpe
- Wilper, Heinrich (1908–1967), deutscher Landwirt und Politiker (CDU), MdL, MdB
- Wilpers, Gabriele (* 1953), deutsche bildende Künstlerin
- Wilpers, Susanne (* 1968), deutsche Psychologin
- Wilpert, Bernhard (1936–2007), deutscher Psychologe
- Wilpert, Bettina (* 1989), deutsche SchriftstellerinBettina Wilpert (* 1989)

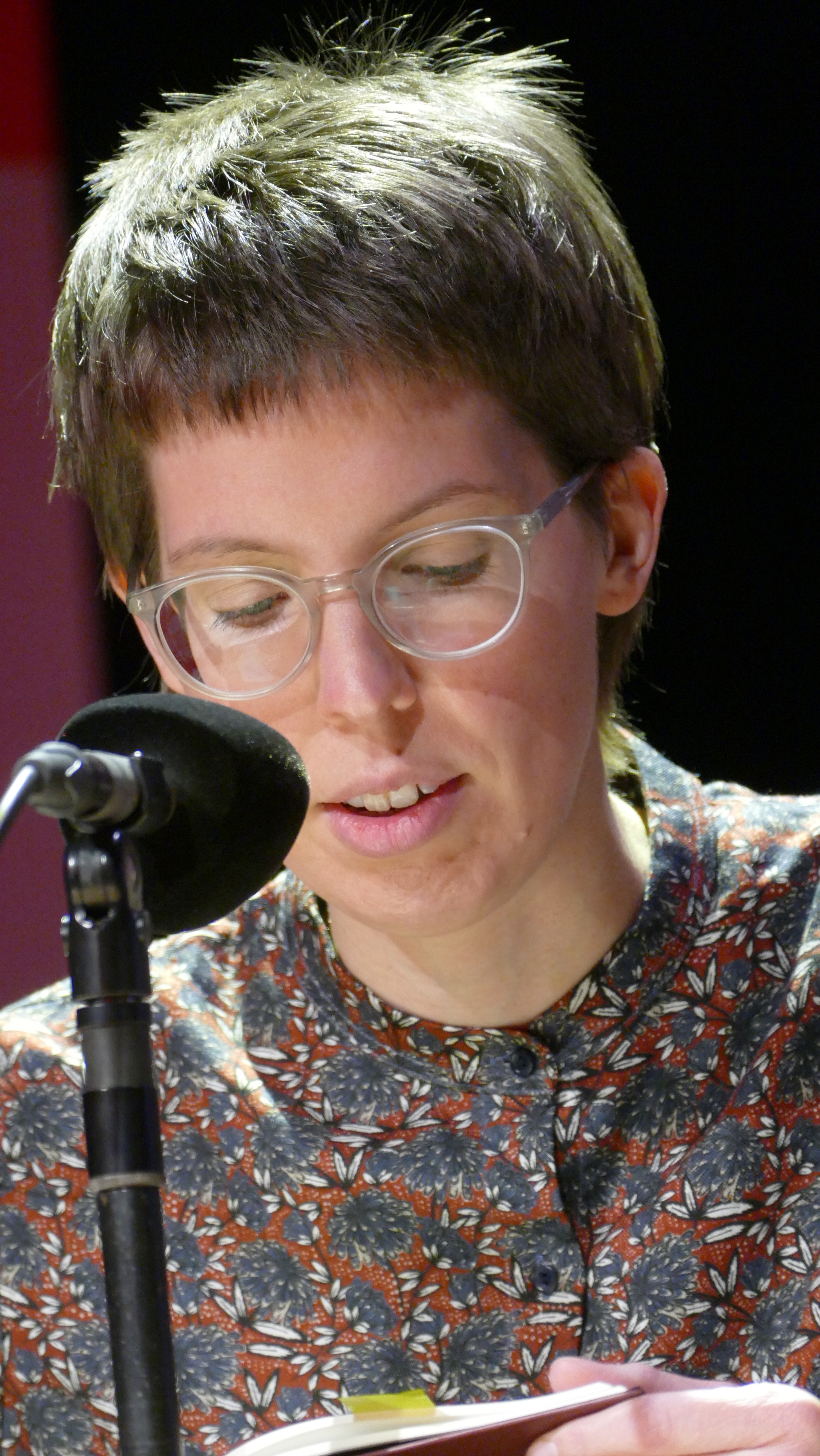
Bettina Wilpert (* 1989)

- Wilpert, Carl Ludwig (1785–1861), deutsch-baltischer evangelisch-lutherischer Geistlicher
- Wilpert, Carl von (1778–1839), deutsch-baltischer Arzt
- Wilpert, Christian Georg (1742–1813), deutsch-baltischer Kaufmann und Bürgermeister von Riga
- Wilpert, Czarina, Sozial- und Migrationsforscherin
- Wilpert, Friedrich von (1893–1990), deutscher Journalist und Vertriebenenpolitiker
- Wilpert, Gero von (1933–2009), deutscher Literaturwissenschaftler
- Wilpert, Gustav (1795–1851), deutsch-baltischer Jurist
- Wilpert, Jakob Friedrich (1741–1812), deutsch-baltischer Kaufmann und Bürgermeister von Riga
- Wilpert, James von (1835–1926), deutsch-baltischer Arzt und medizinischer Schriftsteller
- Wilpert, Joseph (1857–1944), deutscher Christlicher Archäologe
- Wilpert, Paul (1906–1967), deutscher Philosoph
- Wilpert, Paul (1925–2011), deutscher Politiker (SED)
- Wilpert, Richard von (1862–1918), deutsch-baltischer Lehrer und Schriftsteller
- Wilpert, Victor von (1861–1936), deutsch-baltischer Lehrer und Historiker